# Barro Alto (kommun i Brasilien, Goiás, lat -14,91, long -48,88)
Barro Alto är en kommun i Brasilien.   Den ligger i delstaten Goiás, i den centrala delen av landet, 140 km nordväst om huvudstaden Brasília. Antalet invånare är 8 701. Arean är 1 093 kvadratkilometer.
Terrängen i Barro Alto är huvudsakligen kuperad, men österut är den platt.
Följande samhällen finns i Barro Alto:
- Barro Alto

Omgivningarna runt Barro Alto är huvudsakligen savann. Runt Barro Alto är det mycket glesbefolkat, med 5 invånare per kvadratkilometer.